# Enlightenment
O enlightenment é um ambiente de trabalho (desktop environment) completamente open-source e independente que tem sido desenvolvido desde 1997.
Embora seja à primeira vista só um "gestor de janelas", por ter um vasto leque de aplicações, bibliotecas e serviços, pode ser considerado de fato um DE independente.
A última versão "estável" do enlightenment (também às vezes chamado só de E) é a 0.16 (E16).
Depois de finalizado o desenvolvimento dessa versão, os autores do enlightenment começaram a trabalhar no atual E17. Este é atualizado todos os dias.
Por ser totalmente independente de distribuição e por não usar nem bibliotecas do QT (KDE) ou GTK (Gnome, Xfce) tem utilizadores em qualquer distro.
Estas comunidades geralmente mantêm um repositório de binários para este desktop mas é preferível, devido ao grau de periodicidade de atualização deste, instalar e atualizar sempre a partir da source no CVS oficial.
Voltando ao E propriamente dito, este desktop tem uma estrutura de composição do ambiente de trabalho feita por modules (módulos) e shelves (barras). Depois de ser instalado, ele corre uma série de módulos e de serviços considerados básicos como o módulo pager (desktops virtuais), o ibar (uma espécie de quick launch bar) ou a ibox (aplicações minimizadas). Todos estes módulos são inseridos como gadgets nas shelves.
Como há um desenvolvimento constante do código-fonte, existem muitas aplicações/módulos/bibliotecas que deixam de ser desenvolvidas e algumas que são adicionadas.
Para manter a sua independência de qualquer outro sistema de desktop à partida o E17 faz virtualmente tudo, entre as suas próprias aplicações e as do X11 (xterm, xmms, etc); no entanto, a experiência prova que as eapps (aplicações do sistema E) ainda têm muitos erros e são extremamente difíceis de domesticar, de modo que muitas coisas são substituídas, na maior parte dos casos, por aplicações de sistemas GTK.
O E além de ter o seu completo sistema de bibliotecas gráficas (EFL) tem o chamado entrance, que é uma alternativa ao GDM (Gnome, Xfce) ou KDM (KDE).

## História

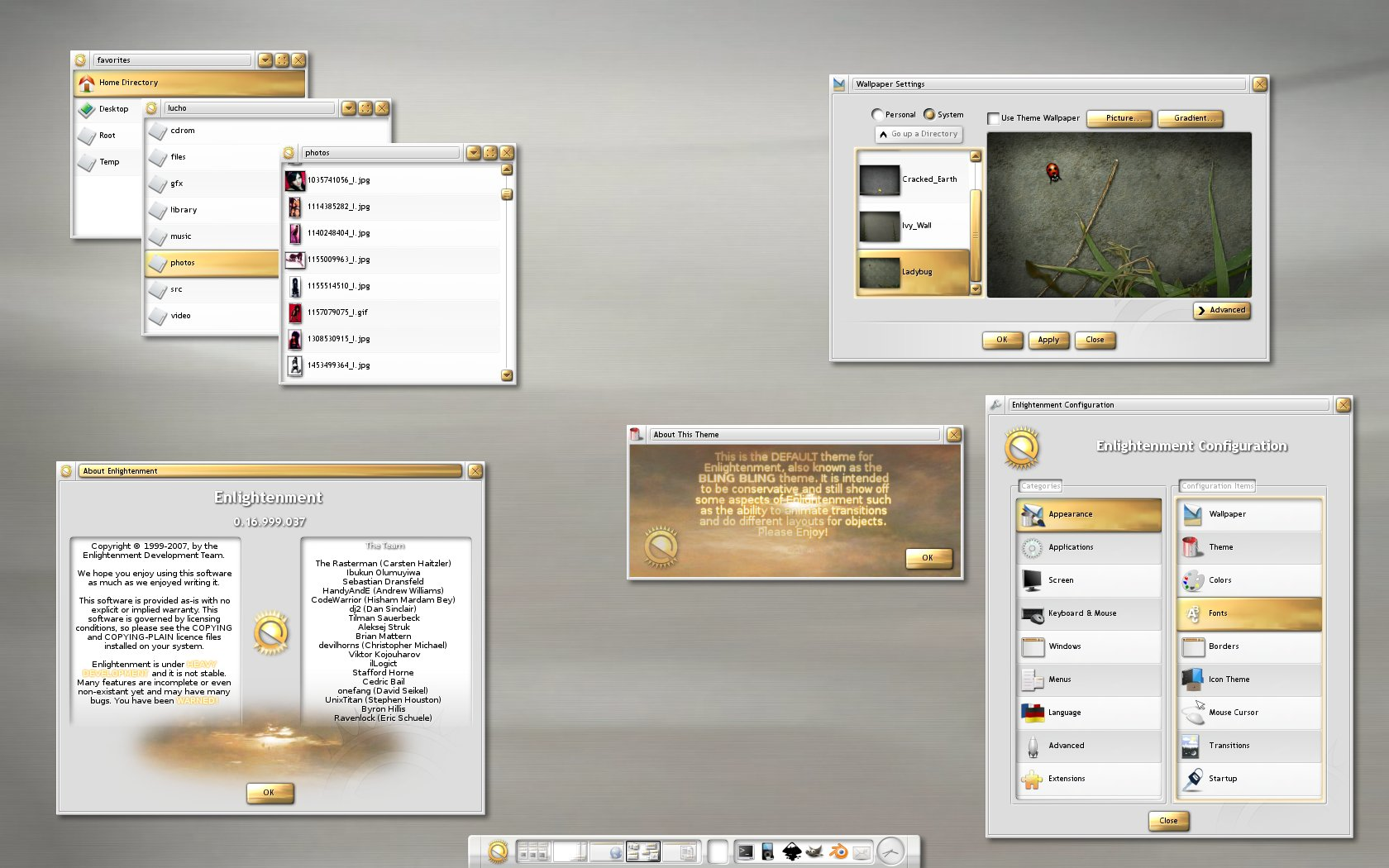
Enlightenment DR17

A primeira versão do Enlightenment foi desenvolvida por Rasterman (Carsten Haitzler) em 1997.
Enlightenment está em desenvolvido por uma década; sua última versão é a E16 1.0.1.
Depois de mais de 10 anos em desenvolvimento, no dia 21 de Dezembro de 2012 foi lançada oficialmente a versão 0.17, mais conhecida com E17.

## Desenvolvedores

### Principais
- Carsten "Rasterman" Haitzler – Desenvolvedor inicial
- Kim "kwo" Woelders – Mantenedor do E16
- Hisham "CodeWarrior" Mardam Bey[1]
- Christopher "devilhorns" Michael

### Inativos
- Geoff "Mandrake" Harrison[2]